# Karlhanns Salfelder
Karlhanns Salfelder (* 27. Januar 1919 in Großneuhausen; † 2007) war ein venezolanisch-deutscher Mykologe, Pathologe und Hochschullehrer.

## Leben und Werk
Nach dem Schulbesuch des Humanistischen Gymnasiums in Erfurt studierte Karlhanns Salfelder Medizin in München, Jena und Frankfurt am Main und promovierte 1943 zum Dr. med. Nach Ende des Zweiten Weltkriegs absolvierte er eine zusätzliche Ausbildung zum Pathologen in Frankfurt am Main. 1950 ging er zunächst an das Tuberkulosesanatorium nach Cumaná  und folgte 1951 dem Ruf als Universitätsprofessor nach Mérida in Venezuela. Er war spezialisiert auf pathologische Anatomie und tropische Infektionskrankheiten, worüber er zahlreiche Vorträge hielt.

## Schriften (Auswahl)
- Farbatlas tiefer Mykosen beim Menschen. Stuttgart, New York 1979.
- (mit Eberhard Sauerteig): Protozoan infections in man. Schwer, Stuttgart o. J. [ca. 1988].